# Dominique de Villepin
Dominique Marie François René Galouzeau de Villepin (pronunciación en francés: /dɔminik də vilpɛ̃/ (escucharⓘ); Rabat; 14 de noviembre de 1953) es un político y escritor francés, ha sido ministro de varias carteras, además de ser primer ministro de su país entre el 31 de mayo de 2005 hasta el 17 de mayo de 2007.
Nació en Rabat (Marruecos). Su padre Xavier de Villepin, fue embajador así como senador centrista elegido por los franceses en el extranjero hasta septiembre de 2004.
Políticamente ha estado ligado a Jacques Chirac desde la década de los 80. Nunca ha desempeñado un cargo por votación popular, viendo frustrada su posibilidad de aspirar a la presidencia de Francia en 2007 por los movimientos suscitados por la Ley de Contrato del Primer Empleo y por su imputación en el Caso Clearstream. Anunció su intención de aspirar a la presidencia en 2012., pero no consiguió las 500 firmas de cargos electos que requiere la ley francesa para presentarse como candidato en unos comicios que terminaría ganando el socialista François Hollande frente al presidente saliente, Nicolas Sarkozy.
Conocedor de la historia de Napoleón I, ha publicado diversos textos sobre el tema, entre ellos su libro "Los cien días", que relata el período en que el Emperador retomó el poder tras escapar de la isla de Elba. Fue reemplazado por François Fillon tras la elección de Nicolas Sarkozy el 17 de mayo de 2007.

## Trayectoria

### Carrera profesional
- Estudió secundaria en el Colegio Francia de Caracas (Venezuela) y después en el Lycée Français de Nueva York (Estados Unidos).

- Licenciado en Derecho y Letras.

- Diplomado del Instituto de Estudios Políticos de París.

- Egresado del ENA (École nationale d'administration) (promoción Voltaire).

- junio de 1980: Titularizado en el ministerio de asuntos extranjeros:
  - 1980-1984: secretario de asuntos africanos y malgaches.
  - 1981-1984: secretario del centro de análisis y previsión.
  - 1984-1987: Primer secretario de la embajada de Francia en Washington.
  - 1987-1989: segundo consejero de la embajada de Francia en Washington
  - 1989-1990: segundo consejero de la embajada de Francia en Nueva Delhi.
  - 1990-1992: primer consejero de la embajada de Francia en Nueva Delhi.
  - 1992-1993: director adjunto de asuntos africanos y malgaches en París.

### Carrera ministerial
- 1993-1995: director del gabinete del ministro de Asuntos Exteriores Alain Juppé.
- mayo de 1995 a mayo de 2002: secretario general de la Presidencia de la República.
- mayo de 2002 a marzo de 2004: Ministro de Asuntos Exteriores.
- 31 de marzo de 2004: Ministro del Interior, seguridad Interior y Libertades Locales

## De Villepin Primer ministro
Cronología:
- 2005
  - 31 de mayo, es nombrado para el cargo en sustitución de Jean-Pierre Raffarin.
  - 1 de junio, de Villepin prometió "devolver la confianza" a los franceses en los primeros "Cien Días" de su mandato, en referencia al periodo Napoleónico del mismo nombre.
  - 6 de septiembre, de Villepin, tiene el respaldo de más del 50% de la población debido a las medidas que impulsó desde que llegó al gobierno.
- 2006
  - marzo, presenta un proyecto de reforma laboral que permitiría el despido libre de jóvenes (CPE) durante los dos primeros años de su contrato, provocando innumerables manifestaciones de protesta (universitarias y sindicales) en su contra por todo el país. Su popularidad se desploma. Según el analista francés Julien Tolédano,"su creciente impopularidad en 2006 tiene que ver con sus carencias ante las crisis sociales de noviembre 2005 (suburbios) y marzo 2005 (Contrato Primer Empleo). Además, el poder neogaullista rechaza contestar a la crisis del régimen quinto-republicano, que llama a medidas constitucionales urgentes y profundas".
- 2007
  - mayo, reemplazado por François Fillon tras la elección a la presidencia de la república francesa de Nicolas Sarkozy.

En 2016, la juez de instrucción francesa Sabine Kheris solicita que Dominique de Villepin, Michèle Alliot-Marie y Michel Barnier sean llevados ante el Tribunal de Justicia de la República. Se sospecha que estos exministros permitieron la salida de los mercenarios responsables del ataque al campo de Bouaké en 2004, en el que murieron nueve soldados franceses. Al parecer, la operación tenía por objeto justificar una operación de respuesta contra el Gobierno de Laurent Gbagbo en el contexto de la crisis de 2004 en Costa de Marfil.

## Obras
- 1986: Parole d'exil
- 1988: Le droit d'aînesse
- 2001: Les Cent-Jours ou l'esprit de sacrifice
- 2002: Le cri de la gargouille
- 2003: 
  - Éloge des voleurs de feu
  - Un autre monde
  - Prefacio de Aventuriers du monde 1866-1914: Les grands explorateurs français au temps des premiers photographes
- 2004: 
  - Prefacio de l'Entente cordiale de Fachoda à la Grande Guerre: Dans les archives du Quai d'Orsay
  - Prefacio con Jack Straw de l'Entente cordiale dans le siècle
  - Le requin et la mouette
- 2005: Histoire de la diplomatie française
  - L'Homme européen
  - Urgences de la poésie
- 2007: Le soleil noir de la puissance, 1796-1807